# ماریوونه کندرگی

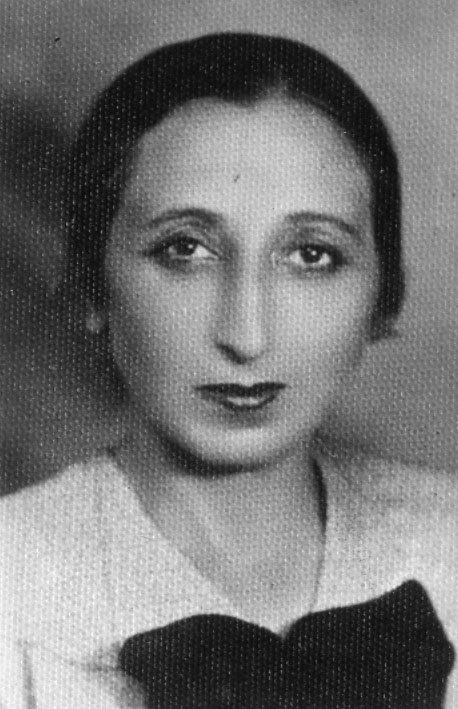

ماریوونه کندرگی ( انگلیسی: Maryvonne Kendergi؛ ۱۵ اوت ۱۹۱۵ – ۲۷ سپتامبر ۲۰۱۱) موسیقی‌شناس استاد دانشگاه نویسنده و نوازنده پیانو ارمنی‌تبار اهل کانادا بود.

## زندگی‌نامه
وی در ۱۵ اوت ۱۹۱۵ در غازی عینتاب به دنیا آمد در جریان نسل‌کشی ارمنی‌ها به سوریه گریخت و در همانجا بزرگ شد. وی سپس به فرانسه نقل مکان نمود و از سوربن فارغ‌التحصیل گشت. در نهایت در سال ۱۹۵۲ به کانادا مهاجرت نمود. وی در سال ۱۹۶۰ شهروند کانادا شد. وی همچنین برنده جوایزی همچون رتبهٔ عضو نشان کانادا شد. وی در ۲۷ سپتامبر ۲۰۱۱ در سن ۹۶ سالگی در مونترآل درگذشت.